# Tournoi de tennis de Calabre
Le tournoi de tennis de Cosenza est un tournoi de tennis féminin du circuit professionnel WTA qui se joue sur terre battue en extérieur.
Il est créé en 2025, pour rejoindre les tournois classés en WTA 125.

## Palmarès

### Simple
| No | Date       | Nom et lieu du tournoi            | Catégorie | Dotation  | Surface      | Vainqueure | Finaliste | Score |         |
| -- | ---------- | --------------------------------- | --------- | --------- | ------------ | ---------- | --------- | ----- | ------- |
| 1  | 09-06-2025 | Internazionali di Calabria, Rende | WTA 125   | 115 000 $ | Terre (ext.) |            |           | NC    | Tableau |

### Double
| No | Date       | Nom et lieu du tournoi           | Catégorie | Dotation  | Surface      | Vainqueures | Finalistes | Score |         |
| -- | ---------- | -------------------------------- | --------- | --------- | ------------ | ----------- | ---------- | ----- | ------- |
| 1  | 09-06-2025 | Internazionali di Calabria Rende | WTA 125   | 115 000 $ | Terre (ext.) |             |            | NC    | Tableau |

## Navigation
Erreur : il n’existe pas de modèle {{Palette Tournoi de tennis de Calabre (WTA)}} (aide)